# Francisco Rojas
Francisco Ulises Rojas Rojas (født 22. juli 1974 i La Serena, Chile) er en tidligere chilensk fodboldspiller (venstre back).
Rojas tilbragte hele sin karriere i hjemlandet, hvor han blandt andet spillede for Deportes La Serena og Colo-Colo. Med Colo-Colo var han med til at vinde tre chilenske mesterskaber.
Udover tiden i hjemlandet var Rojas også i fire sæsoner tilknyttet østrigske Sturm Graz, ligesom han et enkelt år spillede i Spanien hos CD Tenerife.
Rojas spillede desuden 31 kampe for det chilenske landshold. Han repræsenterede sit land ved VM i 1998 i Frankrig. Her spillede han tre af sit holds fire kampe i turneringen, hvor chilenerne blev slået ud i 1/8-finalen.